# العصبة المناهضة للإمبريالية والاستعمار
تأسست العصبة المناهضة للاستعمارية (يطلق عليها بـ الفرنسية: "Ligue contre l'impérialisme et l'oppression coloniale") في قصر إيغمونت بـ بروكسل، بلجيكا، في 10 فبراير 1927، بحضور 175 مندوبًا، من بينهم 107 أتوا من 37 دولة خاضعة لـ الحكم الاستعماري. ويهدف هذا المؤتمر إلى إنشاء «حركة شاملة مناهضة للاستعمارية» على مستوى العالم، حيث كان تمثل هذه الحركة منظمة جبهة الكومنترن. ومنذ عام 1924، حشدت منظمة الكومنترن الدعم للدول الاستعمارية وشبه الاستعمارية وحاولت، بصعوبة بالغة، العثور على نقاط تلاقٍ مع الجناح اليساري لـ الأممية الثانية.
وبحسب فيجاي براشاد، إن إدراج لفظ «العصبة» في اسم المنظمة يعد هجومًا مباشرًا على عصبة الأمم، والتي تؤيد مبدأ الاستعمارية من خلال نظام التفويض.

## مؤتمر بروكسل عام 1927
كانت مقرات العصبة تقع في بادئ الأمر في برلين، ثم لندن. ويرتبط إنشاء هذه العصبة بحالة التصاعد الثورية التي شهدتها الصين منذ عام 1926 وحالات انفتاح الكومنترن تجاه حزب الكومينتانغ الوطني الذي قاد الكفاح، جنبًا إلى جنب مع الحزب الشيوعي بزعامة ماو ضد اليابانيين الموجودين بالصين. لقد كانت المبادرة نفسها الخاصة بإنشاء العصبة المناهضة للاستعمارية نتاج جهود العديد من الشخصيات والحركات، من بينهم يوشيا تشانغانا غوميد ممثلًا عن المؤتمر الوطني الإفريقي (ANC) بجنوب إفريقيا، ومصالي الحاج عن منظمة نجم شمال إفريقيا، ودعاة السلام هنري باربوس وغابريل دوشين، فضلًا عن ألبرت أينشتاين، وجواهر لال نهرو، يرافقهما فيرندرانث شاتوباديايا، واشتراكيان مثل فينر بروكواي، وآرثر ماكمانوس، وأعضاء من الرابطة الفرنسية لحقوق الإنسان (LDH، الرابطة الفرنسية لحقوق الإنسان) مثل فيكتور باخ، وغيرهم. ولقد كان ويلي مونزنبيرج، الذي استفاد من ثقة كومنترن، المسؤول عن هذه المنظمة. ترأس ريجنالد بريدجمان الوفد البريطاني الذي أرسله مجلس العموم لحضور المؤتمر، ومن ثَم أصبح الأمين العام للعصبة عام 1933.
لقد تم التركيز على ثلاث نقاط في بروكسل: الكفاح ضد الاستعمار في الصين، والتدخل الأمريكي في أمريكا اللاتينية و«المطالبات بعودة الزنوج». وجرى طرح المطلب الأخير من منصة غوميد من جنوب إفريقيا، وماكس كلاينفيل بلونكورت من جزر الأنتيل ممثلًا عن اتحاد بين المستعمرات، ووامين سنغور. واستنكر رئيس «لجنة الدفاع عن العرق الأسود» الجرائم التي ارتكبتها الإدارة الاستعمارية في الكونغو، مختتمًا كلمته بما يلي:
«يؤدي الاستغلال الاستعماري إلى اندثار تدريجي للأجناس الإفريقية. وبالتالي فإن ثقافتهم في طريقها للضياع... بالنسبة لنا، يعد الكفاح لمناهضة الاستعمارية مطابقًا للكفاح في مناهضة الرأسمالية» 
طالب مصالي الحاج، زعيم منظمة نجم شمال إفريقيا الجزائرية، باستقلال الكل عن شمال إفريقيا. وتم الإدلاء بـ بيان موجهًا "لجميع الشعوب المستعمرة، والعاملين والفلاحين من جميع أنحاء العالم"، مطالبًا إياهم بتنظيم أنفسهم للكفاح "ضد الأيدلوجية الاستعمارية.”

## 1926-1931: الصعوبات
في بادئ الأمر قوبلت العصبة المناهضة للاستعمارية بالتجاهل ثم بالمقاطعة من قِبل الأممية الاشتراكية. وانتقد جان لونغيه، أحد الأعضاء بـ القسم الفرنسي لأممية العمال (SFIO)، هذا الحوار واصفًا إياه بـ «ثرثرة سوفياتية غامضة» (“vague parlotte soviétique”). وفي 12 أبريل 1927، دخل حزب الكومينتانغ شانغهاي وقام بشن مجزرة على القوات الشيوعية التي كانت قد فتحت أبواب شانغهاي أمامهم. وفي شهر ديسمبر، قامت بسحق كومونة قوانتشو (Commune de Canton). وفي سياق متصل، تم إنهاء التحالف القائم بين القوميين أتباع الزعيم شيانج كاي شيك والحزب الشيوعي الصيني، الأمر الذي تسبب في إشعال الحرب الأهلية الصينية بين كلا الجانبين، وكذا تأجيج الكفاح ضد اليابانيين. وبهذا، وفي ظل هذه الظروف، فشلت إستراتيجية التحالف الخاصة بالعصبة المناهضة للاستعمارية.
من الآن فصاعدًا، عكف مؤتمر الكومنترن السادس، في عام 1928، على تغيير اتجاهات السياسة، مستنكرًا«الفاشية الاجتماعية» فيما أطلق عليه «الفترة الثالثة من الحركة العمالية» (إعادة البناء على أسس جديدة من رأسمالية الحرب ما بعد الاستعمار). لقد كان لاتجاه «الفاشية الاجتماعية» الجديد وزنٍ في المؤتمر الثاني للعصبة، المنعقد في فرانكفورت بنهاية يوليو 1929. حضر هذا المؤتمر 84 مندوبًا عن «الدول المضطهدة» وشهد المؤتمر صراعًا مريرًا بين الشيوعيين وأتباع حركة البرجوازية الإصلاحية القومية.ونظرًا للانقسام الحادث داخل العصبة، أصبحت العصبة معطلة حتى عام 1935، عندما قرر مؤتمر الكومنترن السادس أن يسمح لنفسه لينحل في نهاية المطاف. وبالفعل، تم استبعاد نهرو، واستقال أينشتاين والرئيس الشرفي بسبب «نشوب الخلافات مع السياسة المؤيدة للعرب من داخل العصبة بـ فلسطين.» في كل الأحوال، ظلت هذه العصبة تتألف بشكل أساسي من المفكرين، ولكنها مع ذلك لم تنجح في جذب الدعم الشعبي.

## 1932-1936: الفشل
لم يضم الجانب الفرنسي أكثر من 400 عضو (في عام 1932). في عام 1933، نشرت العصبة الإصدار الأول لها (من أصل 13 إصدارًا) نشرت بـ صحيفة الشعب المضطهد، تدعو من خلاله مساندة تونس عام 1934 ودعم إثيوبيا خلال الحرب الحبشية (1935)، وكان لها تأثير بسيط. وبشكل أساسي انسحب الشيوعيون من العصبة. وعلى الرغم من هذه الإخفاقات، ظلت هذه العصبة تمثل المحاولة الأولي من نوعها لتأسيس منظمة دولية مناهضة للاستعمارية، لاحقًا اضطلعت بمهامها حركة عدم الانحياز والقارات الثلاث برئاسة الزعيم المغربي المهدي بن بركة. في بادئ الأمر، تم التخطيط لهذه العصبة من قِبل الكومنترن وفرعها الفرنسي من أجل الخروج من عزلتهم، وانتهى المشروع في نهاية الأمر إلى أسطورة مؤامرة البلشفية المنظمة من جانب موسكو.

## وصلات خارجية
- Article in جايستور